# Bassano in Teverina
Bassano in Teverina település Olaszországban, Viterbo megyében. Lakosainak száma 1260 fő (2023. január 1.). Bassano in Teverina Bomarzo, Giove, Soriano nel Cimino, Attigliano, Orte és Vasanello községekkel határos.

## Népesség
A település népessége az elmúlt években az alábbi módon változott:
| Lakosok száma | 1296 | 1280 | 1260 |
|               | 2017 | 2018 | 2023 |